# Knattern
Unter Knattern versteht man in der Studentensprache einen humorvollen bis offen beleidigenden rhetorischen Schlagabtausch zwischen Mitgliedern studentischer Verbindungen – bevorzugt zwischen solchen verschiedener Verbände und Weltanschauungen. Beim Knattern kommen häufig humorige bis abwertende Spitznamen für Angehörige bestimmter Verbindungstypen zum Einsatz, wie etwa „Buxe“ für Burschenschafter.
Die Gründe für das Knattern sind vielfältig wie beispielsweise die Pflege und Demonstration der eigenen rhetorischen Fähigkeiten, Demonstration der vorgeblichen Überlegenheit der eigenen Verbindung oder des eigenen Dachverbandes, oder die Provokation eines Bierjungen.
Der Ausdruck knattern wurde erst im 20. Jahrhundert in die Studentensprache eingeführt, seit dem 18. Jahrhundert sind für die gleichen verbalen Duelle die Begriffe anfahren, anschnarchen, anblasen, dicktun oder „en canaille behandeln“ üblich. Zeitgenössisch wird studentensprachlich auch von paulen oder anpaulen gesprochen. Das Wort knattern ist im Zusammenhang mit verbalen Entgleisungen außerhalb der Studentensprache bereits im 17. Jahrhundert nachweisbar. Hier leitet es sich vom mittelhochdeutschen gnattern, niederdeutsch gnaddern für murren, zähneknirschen, maulen ab. Im Schwedischen findet man noch in ähnlicher Bedeutung gnata (nörgeln), im Englischen to gnatter (nagen, knurren). In einem Braunschweigischen Lied von 1607 erscheint das Wort gnattern im Sinne von maulen, nörgeln: „Roth Lew in seinem Gatter/ treibt großen Übermuht/ pölkt, grunzt, kratzet und gnattert/ veracht das Rösslein Gut.“